# Frederic V del Palatinat
Frederic V del Palatinat (Amberg, Alt Palatinat, 26 d'agost de 1596 - Magúncia, 1632) fou elector palatí des de 1610 i fins a la seva mort l'any 1632. Al llarg de l'any 1620 fou rei de Bohèmia, amb el numeral de Frederic I.
Era fill de l'elector Frederic IV i de la princesa Lluïsa Juliana d'Orange-Nassau. Frederic V era net per via paterna de l'elector Lluís VI i de la landgravina Elisabet de Hessen; en canvi, per via materna ho era del stadhouder Guillem I d'Orange i de la princesa Carlota de Borbó-Montpensier.

## Matrimoni i fills
El dia 14 de febrer de 1613 contragué matrimoni a Londres amb la princesa Elisabet d'Anglaterra, filla del rei Jaume I d'Anglaterra i de la princesa Anna de Dinamarca. La parella tingué tretze fills:
- SAR el príncep Frederic Enric del Palatinat, nat a Heidelberg el 1614 i mort el 1629.
- SM l'elector Carles I Lluís, elector palatí, nat a Heidelberg el 1615 i mort el 1680. Es casà en primeres núpcies amb la landgravina Carlota de Hessen-Kassel el 1627 a Kassel; en segones núpcies, de forma morganàtica amb la comtessa Maria Lluïsa von Degenfeld el 1634 a Estrasburg; i, en terceres núpcies amb l'aristòcrata Elisabeth Hollander von Bernau a Schaffhausen el 1659.
- SAR la princesa Elisabet del Palatinat, nada a Heidelberg el 1616 i morta el 1680. Abadessa de Herford.
- SAR el príncep Robert del Palatinat, nat a Praga el 1619 i mort a Westminster el 1682.
- SAR el príncep Maurici del Palatinat, príncep de Simmern, nat el 1621 i mort el 1652 en un naufragi al Carib.
- SAR la princesa Lluïsa del Palatinat, nada el 1622 i morta el 1709.
- SAR el príncep Lluís del Palatinat, nat el 1624 i mort el 1625.
- SAR el príncep Eduard del Palatinat-Simmern, nat el 1625 a La Haia i mort el 1663 a París. Es casà el 1645 amb la princesa Anna de Màntua.
- SAR la princesa Enriqueta Maria del Palatinat, nada el 1626 i morta el 1651.
- SAR el príncep Joan Felip del Palatinat, nat el 1627 i mort el 1650.
- SAR la princesa Carlota del Palatinat, nada el 1628 i morta el 1631.
- SAR la princesa Sofia del Palatinat, nada el 1630 a La Haia i morta el 1714 a Hannover. Es casà amb l'elector Ernest August I de Hannover.
- SAR el príncep Gustau Adolf del Palatinat, nat el 1632 i mort el 1641.

## Vida pública
L'any 1610 Frederic esdevingué elector del Palatinat arran de la mort del seu pare. A més a més, de la dignitat electoral i del territori del Palatinat, Frederic heretà la influència del seu pare en el si de l'organització de caràcter religió de la Unió Protestant que tenia com a objectiu la defensa dels interessos de la població protestant del Sacre Imperi Romanogermànic.
L'any 1619, els protestants de Bohèmia s'aixecaren en armes contra les tropes habsburgueses. Davant de la superioritat militar de les tropes de l'emperador Ferran II, emperador romanogermànic, els bohemis oferiren la corona a l'elector palatí amb la voluntat que la seva fortalesa en el si dels protestants alemanys els preserves dels Habsburg.
Així, l'any 1619 Frederic es traslladà a Praga acceptant la corona bohèmia i essent coronat poc després.Aquest fet és el que tradicionalment s'ha considerat el que desencadenà la Guerra dels Trenta Anys. Poc després, el dia 3 de juliol de 1620 la diplomàcia austríaca aconseguí la firma del Tractat d'Ulm pel que la Unió Protestant es comprometia a mantenir-se neutral i retirar el seu suport econòmic i militar a Frederic V en la seva aventura bohèmia.
Després d'Ulm, les tropes austríaques iniciaren l'ocupació militar de Bohèmia i s'enfrontaren obertament a les tropes palatines el dia 8 de novembre de 1620 a la batalla de la Muntanya Blanca on les tropes austríaques derrotaren a Frederic V. El curt regnat de Frederic sobre Bohèmia feu que fos conegut amb el sobrenom del Rei de l'Hivern.
Després de la batalla de la Muntanya Blanca, les tropes austríaques ocuparen el Palatinat i obligaren a Frederic i a la seva família a refugiar-se a La Haia. L'emperador Ferran II del Sacre Imperi Romanogermànic dictà un edicte imperial pel qual Frederic V se'l privava dels seus territoris palatins.
Així, Frederic i la seva família s'instal·là definitivament a La Haia on visqueren fins al 1648 quan pel Tractat de Westfàlia se li reconegué de nou a la família palatina la sobirania sobre el Palatinat. Ara bé, Frederic morí el 1632 a Magúncia.